# Sci di fondo ai XXII Giochi olimpici invernali - Sprint femminile
La sprint femminile a tecnica libera di sci di fondo dei XXII Giochi olimpici invernali di Soči si è disputata l'11 febbraio 2014 sul tracciato di Krasnaja Poljana.
Campionessa olimpica si è laureata la norvegese Maiken Caspersen Falla, che ha preceduto la connazionale Ingvild Flugstad Østberg, medaglia d'argento, e la slovena Vesna Fabjan, medaglia di bronzo.
Detentrice del titolo di campionessa olimpica era la norvegese Marit Bjørgen, che aveva vinto a Vancouver 2010, sul tracciato di Whistler (in Canada) in tecnica classica, precedendo la polacca Justyna Kowalczyk (medaglia d'argento) e la slovena Petra Majdič (medaglia di bronzo).

## Risultati

### Finale
| Pos.    | Pett. | Atleta                     | Nazione     | Tempo   | Distacco | Note |
| ------- | ----- | -------------------------- | ----------- | ------- | -------- | ---- |
| Oro     | 1     | Maiken Caspersen Falla     | Norvegia    | 2'35"49 | —        |      |
| Argento | 6     | Ingvild Flugstad Østberg   | Norvegia    | 2'35"87 | +0"38    | PF   |
| Bronzo  | 4     | Vesna Fabjan               | Slovenia    | 2'35"89 | +0"40    | PF   |
| 4       | 7     | Astrid Uhrenholdt Jacobsen | Norvegia    | 2'37"31 | +1"82    |      |
| 5       | 5     | Ida Ingemarsdotter         | Svezia      | 2'42"04 | +6"55    |      |
| 6       | 9     | Sophie Caldwell            | Stati Uniti | 2'47"75 | +12"26   |      |

### Semifinali
Semifinale 1
| Pos. | Pett. | Atleta                     | Nazione  | Tempo   | Distacco | Note   |
| ---- | ----- | -------------------------- | -------- | ------- | -------- | ------ |
| 1    | 1     | Maiken Caspersen Falla     | Norvegia | 2'35"80 | —        | Q      |
| 2    | 4     | Vesna Fabjan               | Slovenia | 2'36"02 | +0"22    | Q, PF  |
| 3    | 5     | Ida Ingemarsdotter         | Svezia   | 2'36"05 | +0"25    | LL, PF |
| 4    | 7     | Astrid Uhrenholdt Jacobsen | Norvegia | 2'36"32 | +0"52    | LL     |
| 5    | 10    | Stina Nilsson              | Svezia   | 2'36'42 | +0"62    |        |
| 6    | 21    | Aurore Jéan                | Francia  | 2'38"28 | +2"48    |        |

Semifinale 2
| Pos. | Pett. | Atleta                   | Nazione     | Tempo   | Distacco | Note  |
| ---- | ----- | ------------------------ | ----------- | ------- | -------- | ----- |
| 1    | 6     | Ingvild Flugstad Østberg | Norvegia    | 2'36"66 | —        | Q, PF |
| 2    | 9     | Sophie Caldwell          | Stati Uniti | 2'36'67 | +0"01    | Q, PF |
| 3    | 13    | Gaia Vuerich             | Italia      | 2'36"87 | +0"21    |       |
| 4    | 8     | Denise Herrmann          | Germania    | 2'36"94 | +0"28    |       |
| 5    | 2     | Katja Višnar             | Slovenia    | 2'37"76 | +1"10    |       |
| 6    | 3     | Marit Bjørgen            | Norvegia    | 2'52"27 | +15"61   |       |

### Quarti di finale
Quarto di finale 1
| Pos. | Pett. | Atleta                 | Nazione   | Tempo   | Distacco | Note |
| ---- | ----- | ---------------------- | --------- | ------- | -------- | ---- |
| 1    | 1     | Maiken Caspersen Falla | Norvegia  | 2'33"23 | —        | Q    |
| 2    | 10    | Stina Nilsson          | Svezia    | 2'34"01 | +0"78    | Q    |
| 3    | 21    | Aurore Jéan            | Francia   | 2'35"55 | +2"32    | LL   |
| 4    | 11    | Anne Kyllönen          | Finlandia | 2'37"07 | +3"84    |      |
| 5    | 20    | Laurien van der Graaff | Svizzera  | 2'37"95 | +4"72    |      |
| 6    | 30    | Hanna Kolb             | Germania  | 2'38"43 | +5"20    |      |

Quarto di finale 2
| Pos. | Pett. | Atleta                     | Nazione   | Tempo   | Distacco | Note |
| ---- | ----- | -------------------------- | --------- | ------- | -------- | ---- |
| 1    | 7     | Astrid Uhrenholdt Jacobsen | Norvegia  | 2'37"01 | —        | Q    |
| 2    | 4     | Vesna Fabjan               | Slovenia  | 2'37"22 | +0"21    | Q    |
| 3    | 24    | Mari Laukkanen             | Finlandia | 2'37"48 | +0"47    |      |
| 4    | 14    | Alenka Čebašek             | Slovenia  | 2'37"69 | +0"68    |      |
| 5    | 27    | Daria Gaiazova             | Canada    | 2'40"45 | +3"44    |      |
| 6    | 17    | Nika Razinger              | Slovenia  | 2'43"61 | +6"60    |      |

Quarto di finale 3
| Pos. | Pett. | Atleta                   | Nazione     | Tempo   | Distacco | Note  |
| ---- | ----- | ------------------------ | ----------- | ------- | -------- | ----- |
| 1    | 6     | Ingvild Flugstad Østberg | Norvegia    | 2'36"62 | —        | Q, PF |
| 2    | 5     | Ida Ingemarsdotter       | Svezia      | 2'36"64 | +0"02    | Q, PF |
| 3    | 15    | Britta Johansson Norgren | Svezia      | 2'37"86 | +1"24    |       |
| 4    | 26    | Ida Sargent              | Stati Uniti | 2'39"05 | +2"43    |       |
| 5    | 25    | Petra Novaková           | Rep. Ceca   | 2'47"52 | +10"90   |       |
| 6    | 16    | Greta Laurent            | Italia      | 2'52"07 | +15"45   |       |

Quarto di finale 4
| Pos. | Pett. | Atleta              | Nazione     | Tempo   | Distacco | Note |
| ---- | ----- | ------------------- | ----------- | ------- | -------- | ---- |
| 1    | 2     | Katja Višnar        | Slovenia    | 2'36"45 | —        | Q    |
| 2    | 9     | Sophie Caldwell     | Stati Uniti | 2'37"21 | +0"76    | Q    |
| 3    | 12    | Jessica Diggins     | Stati Uniti | 2'38"06 | +1"61    |      |
| 4    | 29    | Natal'ja Matveeva   | Russia      | 2'38"66 | +2"21    |      |
| DSQ  | 22    | Anastasija Docenko  | Russia      | 2'38"83 | +2"38    | PF   |
| 6    | 19    | Evgenija Šapovalova | Russia      | 2'38"83 | +2"38    | PF   |

Quarto di finale 5
| Pos. | Pett. | Atleta                | Nazione     | Tempo   | Distacco | Note |
| ---- | ----- | --------------------- | ----------- | ------- | -------- | ---- |
| 1    | 8     | Denise Herrmann       | Germania    | 2'34"87 | —        | Q    |
| 2    | 3     | Marit Bjørgen         | Norvegia    | 2'35"42 | +0"55    | Q    |
| 3    | 13    | Gaia Vuerich          | Italia      | 2'35"65 | +0"78    | LL   |
| 4    | 18    | Kikkan Randall        | Stati Uniti | 2'35"70 | +0"83    |      |
| 5    | 23    | Perianne Jones        | Canada      | 2'38"66 | +3"79    |      |
| 6    | 28    | Mona-Liisa Malvalehto | Finlandia   | 2'41"20 | +6"33    |      |

### Qualificazioni
| Pos. | Pett. | Atleta                     | Nazione       | Tempo   | Distacco | Note |
| ---- | ----- | -------------------------- | ------------- | ------- | -------- | ---- |
| 1    | 5     | Maiken Caspersen Falla     | Norvegia      | 2'32"07 | —        | Q    |
| 2    | 6     | Katja Višnar               | Slovenia      | 2'32"47 | +0"40    | Q    |
| 3    | 21    | Marit Bjørgen              | Norvegia      | 2'33"17 | +1"10    | Q    |
| 4    | 15    | Vesna Fabjan               | Slovenia      | 2'34"13 | +2"06    | Q    |
| 5    | 18    | Ida Ingemarsdotter         | Svezia        | 2'34"16 | +2"09    | Q    |
| 6    | 22    | Ingvild Flugstad Østberg   | Norvegia      | 2'34"18 | +2"11    | Q    |
| 7    | 10    | Astrid Uhrenholdt Jacobsen | Norvegia      | 2'35"00 | +2"93    | Q    |
| 8    | 24    | Denise Herrmann            | Germania      | 2'35"11 | +3"04    | Q    |
| 9    | 19    | Sophie Caldwell            | Stati Uniti   | 2'35"18 | +3"11    | Q    |
| 10   | 13    | Stina Nilsson              | Svezia        | 2'35"37 | +3"30    | Q    |
| 11   | 1     | Anne Kyllönen              | Finlandia     | 2'35"57 | +3"50    | Q    |
| 12   | 14    | Jessica Diggins            | Stati Uniti   | 2'35"64 | +3"57    | Q    |
| 13   | 23    | Gaia Vuerich               | Italia        | 2'35"81 | +3"74    | Q    |
| 14   | 25    | Alenka Čebašek             | Slovenia      | 2'35"94 | +3"87    | Q    |
| 15   | 8     | Britta Johansson Norgren   | Svezia        | 2'35"98 | +3"91    | Q    |
| 16   | 17    | Greta Laurent              | Italia        | 2'36"30 | +4"23    | Q    |
| 17   | 27    | Nika Razinger              | Slovenia      | 2'36"55 | +4"48    | Q    |
| 18   | 11    | Kikkan Randall             | Stati Uniti   | 2'36"67 | +4"60    | Q    |
| 19   | 12    | Evgenija Šapovalova        | Russia        | 2'37"03 | +4"96    | Q    |
| 20   | 16    | Laurien van der Graaff     | Svizzera      | 2'37"84 | +5"77    | Q    |
| 21   | 30    | Aurore Jéan                | Francia       | 2'37"96 | +5"89    | Q    |
| DSQ  | 31    | Anastasija Docenko         | Russia        | 2'38"14 | +6"07    | Q    |
| 23   | 36    | Perianne Jones             | Canada        | 2'38"63 | +6"56    | Q    |
| 24   | 28    | Mari Laukkanen             | Finlandia     | 2'39"06 | +6"99    | Q    |
| 25   | 46    | Petra Novaková             | Rep. Ceca     | 2'39"44 | +7"37    | Q    |
| 26   | 2     | Ida Sargent                | Stati Uniti   | 2'39"80 | +7"73    | Q    |
| 27   | 26    | Daria Gaiazova             | Canada        | 2'40"04 | +7"97    | Q    |
| 28   | 4     | Mona-Liisa Malvalehto      | Finlandia     | 2'40"08 | +8"01    | Q    |
| 29   | 9     | Natal'ja Matveeva          | Russia        | 2'40"15 | +8"08    | Q    |
| 30   | 20    | Hanna Kolb                 | Germania      | 2'40"17 | +8"10    | Q    |
| 31   | 32    | Lucia Anger                | Germania      | 2'40"22 | +8"15    |      |
| 32   | 39    | Ilaria Debertolis          | Italia        | 2'40"29 | +8"22    |      |
| 32   | 43    | Man Dandan                 | Cina          | 2'40"29 | +8"22    |      |
| 34   | 55    | Maryna Ancybor             | Ucraina       | 2'40"55 | +8"48    |      |
| 35   | 35    | Claudia Nystad             | Germania      | 2'41"13 | +9"06    |      |
| 36   | 37    | Marion Buillet             | Francia       | 2'41"30 | +9"23    |      |
| 37   | 33    | Riikka Sarasoja            | Finlandia     | 2'41"55 | +9"48    |      |
| 38   | 38    | Karolina Grohová           | Rep. Ceca     | 2'41"75 | +9"68    |      |
| 39   | 29    | Alena Procházková          | Slovacchia    | 2'41"95 | +9"88    |      |
| 40   | 34    | Célia Aymonier             | Francia       | 2'42"57 | +10"50   |      |
| 41   | 40    | Agnieszka Szymanczak       | Polonia       | 2'43"06 | +10"99   |      |
| 42   | 44    | Rosamund Musgrave          | Gran Bretagna | 2'43"31 | +11"24   |      |
| 43   | 41    | Heidi Widmer               | Canada        | 2'43"36 | +11"29   |      |
| 44   | 42    | Chandra Crawford           | Canada        | 2'43"59 | +11"52   |      |
| 45   | 57    | Kateryna Serdjuk           | Ucraina       | 2'44"12 | +12"05   |      |
| 46   | 54    | Elena Kolomina             | Kazakistan    | 2'46"37 | +14"30   |      |
| 47   | 47    | Valjancina Kaminskaja      | Bielorussia   | 2'46"76 | +14"69   |      |
| 48   | 45    | Triin Ojaste               | Estonia       | 2'47"07 | +15"00   |      |
| 49   | 62    | Tempoa Sara                | Romania       | 2'48"16 | +16"09   |      |
| 50   | 50    | Irina Chazova              | Russia        | 2'48"64 | +16"57   |      |
| 51   | 52    | Li Hongxue                 | Cina          | 2'48"72 | +16"65   |      |
| 52   | 3     | Hanna Erikson              | Svezia        | 2'48"83 | +16"76   |      |
| 53   | 48    | Nathalie Schwarz           | Austria       | 2'49"54 | +17"47   |      |
| 54   | 60    | Teodora Malčeva            | Bulgaria      | 2'49"66 | +17"59   |      |
| 55   | 58    | Daniela Kotschová          | Slovacchia    | 2'49"81 | +17"74   |      |
| 56   | 49    | Esther Bottomley           | Australia     | 2'50"54 | +18"47   |      |
| 57   | 53    | Tat’yana Osïpova           | Kazakistan    | 2'51"44 | +19"37   |      |
| 58   | 51    | Maryna Lisohor             | Ucraina       | 2'53"22 | +21"15   |      |
| 59   | 56    | Inga Daushkane             | Lettonia      | 2'53"90 | +21"83   |      |
| 60   | 67    | Antonija Grigorova-Burgova | Bulgaria      | 2'54"31 | +22"24   |      |
| 61   | 59    | Vedrana Malec              | Croazia       | 2'54"60 | +22"53   |      |
| 62   | 61    | Ingrida Ardišauskaitė      | Lituania      | 2'55"24 | +23"17   |      |
| 63   | 7     | Sylwia Jaśkowiec           | Polonia       | 3'01"21 | +29"14   |      |
| 64   | 65    | Panagiota Tsakiri          | Grecia        | 3'02"75 | +30"68   |      |
| 65   | 63    | Jaqueline Mourão           | Brasile       | 3'02"83 | +30"76   |      |
| 66   | 64    | Ágnes Simon                | Ungheria      | 3'04"72 | +32"65   |      |
| 67   | 66    | Kelime Çetinkaya           | Turchia       | 3'05"00 | +32"93   |      |

Data: Martedì 11 febbraio 2014 

Qualificazioni

Ora locale: 14:00 

Finali

Ora locale: 16:00 
 
Pista: 
Legenda:
- DNS = non partita (did not start)
- DNF = prova non completata (did not finish)
- DSQ = squalificata (disqualified)
- Pos. = posizione
- Q — qualificata per il turno successivo
- LL — lucky loser
- PF — photo finish